# Super Off Road
Super Off Road è un videogioco arcade di corse di pick-up fuoristrada pubblicato nel 1989 dalla Leland Corporation. Nel 1990 la Virgin Games ha prodotto numerose conversioni del gioco per i computer diffusi in Europa. Nel 1990 la Tradewest, filiale della Leland, ha pubblicato una versione per NES, e nel 1992-1993 sono uscite altre conversioni per le principali console.
Il titolo esteso è Ironman Ivan Stewart's Super Off-Road nella versione arcade e Ivan "Ironman" Stewart's Super Off Road nelle versioni per computer, con la sponsorizzazione del pilota statunitense Ivan Stewart detto "Ironman", mentre le versioni per console ne sono prive. Il gioco arcade venne incluso anche nella raccolta Midway Arcade Treasures 3 senza riferimenti a Stewart.

## Modalità di gioco
Le gare si svolgono su piste sterrate, mostrate con visuale in terza persona isometrica fissa nello stile di Super Sprint. Nelle versioni per le console Game Boy, Game Gear e Lynx è visibile solo una parte del percorso alla volta, con scorrimento multidirezionale. Ci sono 8 percorsi tortuosi di difficoltà crescente (4 su Game Boy, 16 su SNES e Mega Drive, 12 su Master System), caratterizzati da saliscendi e da irregolarità del terreno dove i mezzi possono sobbalzare e perdere aderenza, come buche, montagnole, rampe, pozze d'acqua. Ogni percorso verrà successivamente affrontato anche nel verso contrario, per un totale di 16 possibilità.
I partecipanti sono sempre quattro veicoli, dei quali quello grigio, nelle versioni con Ivan Stewart, è sempre controllato dal computer e rappresenta appunto Ironman. Gli altri tre veicoli colorati possono essere controllati da giocatori o dal computer, quindi possono competere fino a tre giocatori in simultanea. Nelle versioni per Amstrad, Spectrum e per la maggior parte delle console i giocatori massimi sono limitati a due, ma sono supportati fino a quattro giocatori nella versione per NES (con l'adattatore NES Four Score o NES Satellite) e in quella Lynx (con il cavo ComLynx).
I controlli di guida sono limitati a sterzo, acceleratore e utilizzo di "nitro" (protossido d'azoto). Il nitro è disponibile in quantità limitata e ogni utilizzo dà una forte accelerazione istantanea al proprio mezzo. Gli urti contro gli altri veicoli o contro le pareti della pista respingono e intralciano il mezzo, ma senza danneggiarlo.
La corsa termina non appena uno qualsiasi dei concorrenti taglia il traguardo dopo il numero di giri previsto. Il resto del podio è determinato dalle posizioni dei veicoli in quel momento. Per passare al livello successivo è necessario arrivare primi (o tra i primi due, se sono entrambi giocatori umani), altrimenti si può continuare la partita solo utilizzando un credito; anche nelle conversioni domestiche sono disponibili alcuni crediti. Si riceve comunque un punteggio e un premio in denaro in proporzione al piazzamento raggiunto. Prima di una gara il denaro si può spendere per comprare ricariche di nitro e vari livelli di potenziamenti al proprio veicolo: ammortizzatori, gomme, accelerazione e velocità massima. Bonus di denaro e nitro compaiono anche casualmente in pista, da raccogliere passandoci sopra. Inoltre si possono convertire i crediti in grosse somme di denaro.
Super Off Road è forse il primo gioco arcade a presentare un adattamento della difficoltà alle prestazioni del giocatore stesso (caratteristica a volte chiamata Dynamic Play Adjustment); il veicolo grigio di Ironman, generalmente l'avversario più impegnativo, cambia velocità in relazione alla posizione del giocatore, in modo da mantenere sempre una certa sfida, caratteristica mantenuta almeno in alcune delle conversioni domestiche.

## Aggiornamenti
La Leland produsse un'altra versione del gioco arcade, sottotitolata Track-Pak, che introduce otto nuove piste. Un'altra novità è la possibilità di scegliere se pilotare il solito veicolo oppure una dune buggy, migliore come ammortizzatori e accelerazione ma peggiore come tenuta e velocità massima. Le piste aggiuntive di Track-Pak sono presenti, insieme alle originali, anche nelle conversioni per Super Nintendo e Mega Drive.

## Accoglienza
Super Off Road ottenne molti buoni giudizi dalla critica, più o meno in tutte le sue conversioni, pur essendo spesso considerato una variante del classico Super Sprint.

## Seguito
Ci fu un seguito ufficiale con Super Off Road: The Baja, pubblicato solo per Super Nintendo nel 1993, di nuovo sponsorizzato da Ivan Stewart, ma dotato di visuale tridimensionale e poco simile al predecessore.
Nell'ambito arcade ci fu una certa somiglianza con Indy Heat (1991) sempre della Leland; talvolta è considerato un seguito anche Off Road Challenge (1997, uscito anche per Nintendo 64 nel 1998), a sua volta seguito da Off Road Thunder (2000), entrambi della Midway Games e in 3D.